# Diamesa mexicana
Diamesa mexicana är en tvåvingeart som beskrevs av Serra-tosio 1977. Diamesa mexicana ingår i släktet Diamesa och familjen fjädermyggor. Inga underarter finns listade i Catalogue of Life.